# Insulocreagris
Insulocreagris es un género de pseudoscorpiones de la familia Neobisiidae.  Se distribuye por Bosnia-Herzegovina.

## Especies
Según Pseudoscorpions of the World 1.2::
- Insulocreagris regina Ćurčić, 1987
- Insulocreagris troglobia Harvey, 1991

## Publicación original
- Ćurčić, 1987: Insulocreagris, a new genus of pseudoscorpions from the Balkan Peninsula (Pseudoscorpiones, Neobisiidae). Revue Arachnologique, vol. 7, n.º 2, pp. 47-57.